# Piter Campero
Campero  Villarroel est un nom espagnol. Le premier nom de famille, en général paternel, est Campero ; le second, en général maternel, souvent omis, est Villarroel.
Piter Campero Villarroel, né le 12 janvier 1991 à Arani, est un coureur cycliste bolivien.

## Palmarès
- 2011
  -  Champion de Bolivie du contre-la-montre espoirs
- 2013
  -  Champion de Bolivie sur route espoirs
  -  Champion de Bolivie du contre-la-montre espoirs
  - 2e du championnat de Bolivie sur route
  - 3e du Tour du Chablais
  - 3e du championnat de Bolivie du contre-la-montre
  - 3e du Tour du sud de la Bolivie
- 2014
  - 3e du championnat de Bolivie sur route

## Classements mondiaux
| Année            | 2012 | 2013 | 2014 |
| ---------------- | ---- | ---- | ---- |
| UCI America Tour | 393e | 106e | 197e |